# Емма Гамільтон

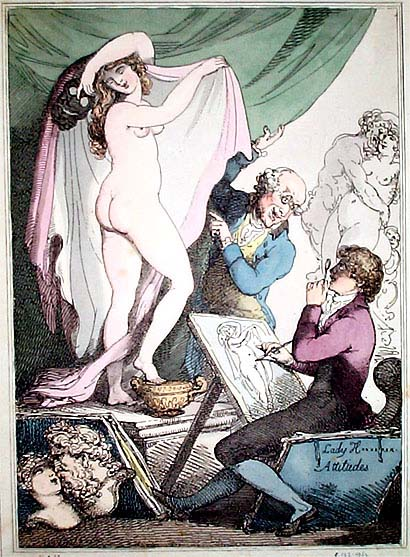
Карикатура на живі картини Емми Гамільтон. 1790-ті роки.

Емма Гамільтон в образі вакханки.

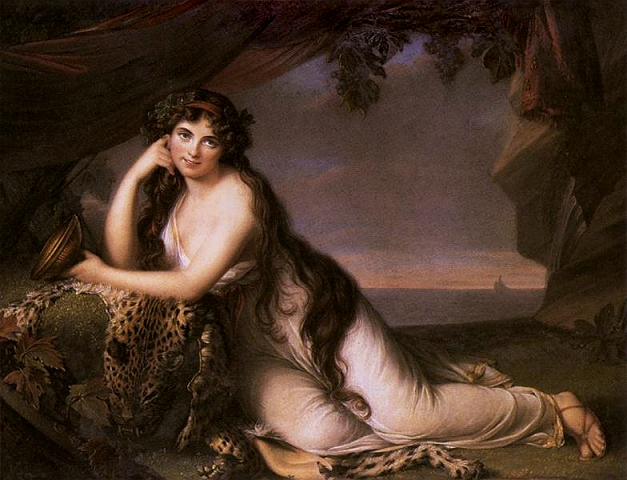
Емма Гамільтон в образі Аріадни. Картина художниці Єлизавети Віже-Лебрен. 1790 роки.

Е́мма Га́мільтон (англ. Lady Emma Hamilton), уроджена Е́мма Лайонна, також відома як Е́мма Гарт і ле́ді Га́мільтон (26 квітня 1765, Честер — 15 січня 1815, Кале) — коханка британського адмірала Гораціо Нельсона.
Завдяки своїм скандальним любовним інтригам, красі та художньому таланту леді Гамільтон була наприкінці XVIII — початку XIX ст. європейською знаменитістю.

## Життєпис

### Дитинство
Емма Лайонн народилась в Честері, графство Чешир, Англія. Її офіційний батько, Джон Лайонс, був ковалем родом з графства Флінт. В пошуках заробітку він переїхав до Честера, але статків так і не заробив. Лайонс помер молодим, коли Еммі було кілька років. Залишившись без забезпечення, мати дівчинки вирішила повернутись до батьківської оселі, де заробляла на життя, торгуючи вугіллям. За іншою версією, справжнім батьком Емми міг бути граф Галіфакс. На її користь говорить те, що пізніше граф давав кошти на виховання дівчинки.
Перші спогади Емми пов'язані саме з поверненням до материного села. Під час цієї подорожі мати жебракувала і хоча завжди отримувала кусень хліба і ночівлю на фермі, однак дівчинці довелось зазнати голоду і холоду. У віці семи-восьми років Емма випасала овець. Вже в цьому віці вона почала усвідомлювати свою надзвичайну красу, задивляючись на власне відображення у струмку. Коли їй виповнилося десять років, мати отримала грошову допомогу від графа Галіфакса, яку витратила на навчання в пансіоні. Емма за віком була старшою за інших першокурсниць, тому дівчата ставились до неї звисока. Незважаючи на це, їй подобалось навчання. За два роки вона навчилась читати, писати, оволоділа основами малювання і музики.
Смерть графа Галіфакса повернула сім'ю до безгрошів'я. Емма була змушена покинути пансіон і найнятися нянькою до трьох онуків Томаса Гавардена. Одного разу під час прогулянки з вихованцями вона зустріла за роботою прославленого художника Джорджа Ромні у супроводі скандально відомої міс Арабел, яка одночасно була коханкою принца Уельського і маляра. Вражений природною красою тринадцятирічної няньки, художник запросив її до Лондона попрацювати моделлю. Емма відмовилась, але 1779 року втекла до Лондона разом зі своєю подругою Фанні Стронг та її братом Річардом, який займався контрабандою.

### Юність
У Лондоні вона не знайшла Ромні й, залишившись без засобів для існування, звернулась до Джеймса Гавардена — успішного хірурга, сина її останнього роботодавця. Той влаштував Емму продавчинею до престижної ювелірної крамниці, а також запросив її до театру. Під час вистави «Ромео і Джульєтта» Емма Лайонна відкрила для себе захопливий світ поезії й акторського мистецтва. Вона була настільки вражена, що вивчила роль Джульєтти напам'ять і грала її на самоті. Втім, спокійне життя протривало недовго. Одного разу до крамниці завітала панна Арабел і залишила дівчину при собі як компаньйонку. За деякими припущеннями, саме в її домі Емма Лайонна могла отримала свій перший сексуальний досвід (коханка принца звинувачень у лесбійстві не відкидала).
Перший достеменно підтверджений сексуальний зв'язок у Емми був з адміралом Джоном Пейном. До неї звернулась подруга Фанні Стронг, брата якої насильно завербували на судно матросом. Щоби «вмовити» адмірала відпустити новобранця, обидві подруги завітали до нього на корабель, де капітан був вражений красою Емми. Зробивши її своєю утриманкою, він невдовзі був змушений вийти в море. Тоді Емма Лайонна стала коханкою сера Гарі Фетерстонгау, з яким прожила рік. Багатий молодик розтринькав гроші і покинув її вагітну у 16 років напризволяще.
Вкотре залишившись без стабільних доходів, вона була змушена займатися вуличною проституцією в бідному кварталі Гай-Маркет. Власниця одного з борделів оцінила непересічну і свіжу красу молодої «працівниці» і продала її доктору Джеймсу Грехему. Це був шарлатан, який заробляв на життя сеансами оздоровчої краси, в яких значну роль відігравали сексуальні моделі. Еммі належало позувати оголеною перед публікою в образі богині здоров'я. Під час одного з таких сеансів її зустрів художник Джордж Ромні. Емма стала його коханкою і моделлю. Саме в цей період були створені перші її портрети. Як модель вона була неперевершена і пізніше в цьому амплуа приваблювала багатьох художників.
До 1782 року вона вже встигла отримати скандальну відомість. Свою дочку Емму Карью вона віддала на виховання бабусі, а сама змінила ім'я на Емма Гарт. Скандальна слава привернула до неї Чарлза Гренвілла. За однією версією, Емма, навчена попереднім неуспіхом, хотіла забезпечити собі майбутнє, тому погодилась стати коханкою юного лорда лише за умови, що він на ній одружиться. Неповнолітній лорд дав згоду укласти шлюб по досягненню повноліття. За іншою версією, він змусив її стати його коханкою в обмін на допомогу по вихованню дитини. За кілька років сумісного життя лорд витратив на освіту Емми багато грошей. Тоді вона вивчила французьку й італійську мови, удосконалила свої навички у царині музики і малювання, оволоділа мистецтвом декламації, пластики і пантоміми. Емма Гарт усіляко намагалися порвати із селянським середовищем і життям простолюдинки на утриманні, мріючи про статус леді.
Однак ця прелюдія до шлюбу несподівано урвалась. За однією версію, Чарлз Гренвілл збанкрутів і звернувся по фінансову допомогу до свого дядька — посла при Неаполітанському королівстві Вільяма Гамільтона. Він погодився сплатити борги племінника за умови, що той покине недостойну жінку. Емма, пам'ятаючи успішний досвід «перемовин» з адміралом Пейном, зустрілася з Гамільтоном і настільки його зачарувала, що той, знехтувавши усіма формальностями, негайно забрав «недостойну жінку» небожа собі. За іншою версією, Чарлз Гренвілл, усвідомлюючи, що обіцяний шлюб із простолюдинкою несумісний з його дворянським походженням, сам запропонував дядькові коханку, щоб мати змогу одружитись на багатій обранці. 56-річний вдівець, обтяжений державними справами і до цього закоханий лише в археологію, не вважав для себе подібний зв'язок мезальянсом. 1786 року Емма оселилася в Неаполі в домі британського посла. У 1791 році сер Вільям Гамільтон та Емма одружились. Ця подія стала страшенним скандалом серед шотландської та англійської аристократії.

### Зрілість
У Неаполі Емма Гамільтон зайнялась мистецтвом: для знаменитих гостей вона демонструвала живі картини, зображаючи класичні твори мистецтва. Красу Емми Гамільтон зобразили на свої картинах художники Джордж Ромні, Ангеліка Кауфман, Йоганн Генріх Вільгельм Тішбейн. Серед шанувальників її творчості був Гете. Завдяки своїм виставам, які Емма називала «атитюдами», вона завоювала славу артистки, яку, на думку історика мистецтва Ульріке Іттерсхаген, можна порівняти зі славою Мерилін Монро в XX столітті. Також вона приваблювала глядачів своїм «танцем із шаллю», в якому були елементи еротики.
Тоді Емма Гамільтон подружилася з королевою Марією Кароліною Австрійською — дружиною короля Фердінанда IV. Раптова і глибока приязнь, яка спалахнула між королевою і фавориткою, дала підстави говорити про сексуальну природу цього зв'язку. Завдяки королеві Емма Гамільтон познайомилась з англійським адміралом Гораціо Нельсоном і стала в 1798 році його коханкою. Сер Вільям Гамільтон терпимо відносився до цього зв'язку, навіть заохочував його. У 1800 році любовний трикутник перемістився в Лондон. Столичні газети просто були переповнені скандальними заголовками. У 1801 році народилася дочка Емми та Нельсона, яку назвали Горацією на честь батька. Сер Вільям Гамільтон помер у 1803 році. Після його смерті Емма Гамільтон поселилася з Нельсоном в невеликому домі у Вімблдоні на півдні Лондона.
Емма Гамільтон брала участь у терорі проти революціонерів в Італії. Тарле з цього приводу писав: «Якщо вплив Емми Гамільтон і королеви Кароліни мав місце, то дещо пізніше (не в 1798, а в 1799 році), і виразився він у ганебному щодо пам'яті великого англійського адмірала потуранні жорстокому білому терору і навіть в прямій участі в потворних ексцесах того часу… Нельсон вирішив повісити адмірала Караччолло, який командував флотом республіканців. Він швидко організував військовий трибунал, і під впливом своєї коханки леді Гамільтон, яка збираючись виїхати, конче хотіла бути присутньою на смертній карі, наказав негайно виконати вирок. Караччолло був повішений в день суду 18 (29) червні 1799 року на борту лінійного корабля „Мінерва“. Тіло Караччолло весь день продовжувало висіти на кораблі. „Необхідний приклад“, — пояснив англійський посол Гамільтон, який був вартий своєї дружини».
Після загибелі адмірала Нельсона під час Трафальгарської битви леді Гамільтон опинилась у фінансовій скруті. Пенсія, призначена сером Вільямом Гамільтоном, була мізерною. У 1813 році вона опинилася в боргах. Прохання, яке було в заповіті адмірала Нельсона — потурбуватися про його кохану, уряд Великої Британії проігнорував.
Емма Гамільтон померла від амебіазу 15 січня 1815 року в Кале, де вона ховалася від своїх кредиторів.

## Емма Гамільтон в мистецтві
Багате пригодами і скандальне життя красуні леді Гамільтон зобразили в чисельних романах, фільмах, картинах та інших художніх творах:

### У літературі
- у романах Александра Дюма: «Сповідь фаворитки», «Луїза Сан-Феліче», «Емма Лайонна»
- у романах Генріха Шумахера «Любов і життя Емми Гамільтон», «Остання любов лорда Нельсона», «Павутина життя»
- у романах Марка Алданова «Чортів міст», «Месник»
- у романі Сюзанни Зонтаг «Коханець вулкана»
- у романі Аманди Еліот «Таємниця леді Гамільтон»
- у книзі Ж. Сінуе «Леді Гамільтон, дружина посла»

### У театрі
- в опереті Едуарда Кюннеке «Леді Гамільтон» (прем'єра 1926 року, історичні події спотворені)
- у п'єсі Теренса Реттігена «Він заповів її нації»

### У кінематографі
- фільм «Леді Гамільтон» (режисер Ріхард Освальд, 1921)
- фільм «Леді Гамільтон» (режисер Александр Корда, 1941, у головних ролях Вів'єн Лі та Лоуренс Олів'є. Цей фільм дуже любив Вінстон Черчилль — він дивився його 83 рази.
- фільм «Кораблі штурмують бастіони» (режисер Михайло Ромм, 1953)
- фільм «Леді Гамільтон: шлях у вищі кола» (1968, у головній ролі Мішель Мерсьє)
- фільм «Спадок нації» (режисер Джеймс Селлан Джонс, у головній ролі Гленда Джексон)

### У піснях
- «Леді Гамільтон»: муз. Бистряков В-р, сл. Вратарьов О-р, вик. Малінін О-р, Караченцов Мик..Категорія: романси.[6]